# Храм Атаго (Киото)

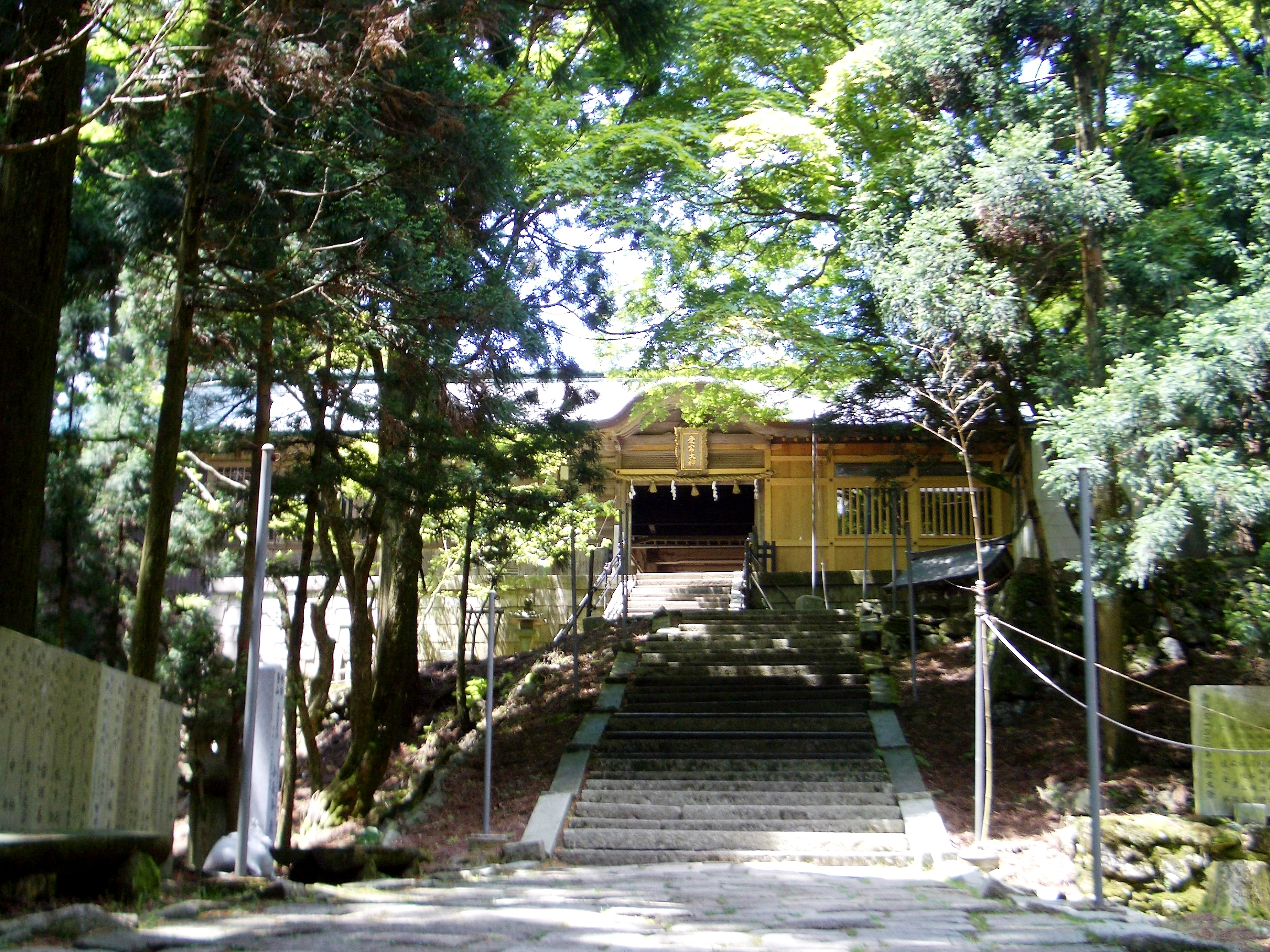
Храм Атаго

Храм Атаго (яп. 愛宕神社) — синтоистский храм на горе Атаго (924 м) в северо-западной части Киото. Известен также под названием Хакуун-дзи (храм белого облака).
Храм Атаго является главным в комплексе из пяти храмов, построенных в западной части Киото в соответствии с китайской концепцией «го-дай-сан» (пять холмов и пять храмов на них):
- Храм Хакуун-дзи на вершине Асахи (храм божеству-хранителю от пожара, Атаго-дай-гонгэн).
- Храм Гэцурин-дзи на вершине Оваси.
- Храм Дзинго-дзи на вершине Такао (известен также как Синган-дзи).
- Храм Нитирин-дзи на вершине Рюхо.
- Храм Демпо-дзи на вершине Камакура.

Храм Атаго был основан монахом Тайтё, который в период Тайхо (701—704) поднялся на вершину Асахи и расчистил территорию для строительства культовых сооружений. Второй храм основал император Конин в 781 году. До 1868 года храм находился в совместном пользовании буддистов и синтоистов, однако в 1868 году по приказу правительства Мэйдзи, который разделил буддизм и синтоизм, храм был передан синтоистам.
В настоящее время на горе Атаго существует три храма: главный храм, в котором обитают пять духов; «новый дворец», обитель трёх духов; и внутренний храм, где обитает Окунинуси и ещё 17 менее значимых ками.
Храм Атаго является важным объектом поклонения для нескольких групп горных аскетов.